# ディビッド・ジェームス
デイビッド・ベンジャミン・ジェームス（David Benjamin James MBE, 1970年8月1日 - ）は、イングランド・ウェリン・ガーデン・シティ出身の元サッカー選手。元イングランド代表。現役時代のポジションはゴールキーパー。現在はサッカー指導者として活動しながら、BTスポーツで定期的に評論家も務める。
現役時代の2009年2月14日にガリー・スピードが持つプレミアリーグの最多出場記録を536試合に更新し、2011年5月14日にライアン・ギグスに抜かれるまで記録保持者であり、さらに、プレミアリーグ最多通算無失点試合（170試合）を達成している。また、リヴァプールFC時代の1994年2月から1998年2月の159試合、マンチェスター・シティFCとポーツマスFC時代の2006年から2008年の166試合の2度に渡ってプレミアリーグ連続出場記録を達成している（後に両記録はチェルシーFCのフランク・ランパードとアストン・ヴィラFCのブラッド・フリーデルに破られた）。
ワトフォードFCでキャリアを開始した後は、リヴァプール、アストン・ヴィラ、ウェストハム・ユナイテッドFC、マンチェスター・シティ、ポーツマスFCといったプレミアリーグの数々のクラブに在籍し、1995年のリヴァプール時代にフットボールリーグカップ、2008年のポーツマス時代にFAカップのタイトルを獲得。また、FAカップでは1996年のリヴァプール、2000年のアストン・ヴィラ、2010年のポーツマス時代に準優勝だった。この2010年のFAカップでは、FAカップの歴史上で決勝戦に出場した最高齢（39歳287日）のゴールキーパーだった。イングランド代表としては、1997年から2010年までの間で53試合に出場し、UEFA EURO 2004と2010 FIFAワールドカップの2大会で正GKを務めた。
2012年の自身の誕生日には、それまでのサッカーと慈善活動が認められて大英帝国勲章の団員であるMBEの一員に任命された。2013年10月に子供の頃からサポーターだったルートン・タウンFCのカンファレンスに参加し、指導者としての道を歩み始めた。

## 経歴

### クラブ

#### ワトフォード
ハートフォードシャー州ウェリン・ガーデン・シティに生まれルートン・タウンFCのサポーターとして育ったジェームスは、学校を卒業後にルートン・タウンのライバルであるワトフォードFCの下部組織に入団し、1989年にFAユースカップの優勝に貢献。その活躍から同年トップチームに引き上げられ、正GKのトニー・コトンが移籍したことで1990年8月25日にミルウォールFCとのリーグ戦（1-2）でプロ初出場を飾り、また、U-21アイルランドとの試合に向けてU-21代表に招集されている。同カテゴリーで計10試合に出場した。
2季在籍したワトフォードでは89試合に出場し、特に1990-91シーズンはデビュー年でありながらリーグ戦全試合に出場してチームの3部への降格を防ぐことに貢献。同クラブの最優秀選手に選出された。さらに、翌1991-92シーズンはリーグのベストイレブンに選出される等、早速頭角を現した。これらの活躍が評価され、2008年にクラブの殿堂入りを果たしている。

#### リヴァプール
1992年7月に移籍金100万ポンドでグレアム・スーネス監督率いるリヴァプールFCと契約し、8月17日のノッティンガム・フォレストFC戦（0-1）で初出場を飾った。1993-94シーズンでは、前半戦に11試合20失点を献上したことでベテランのブルース・グロベラーに一旦定位置を譲ることになったが、1993年1月21日のアーセナルFC戦（1-0）で先発復帰を果たすと、ペナルティーキックを阻止する活躍を見せて今季初の無失点勝利に貢献した。
リヴァプールの7季で公式戦277試合に出場し、1994-95シーズンにフットボールリーグカップ優勝に貢献、1995-96シーズンではPFA年間ベストイレブンに選出される等、正GKとして活躍を見せた。しかし、その一方で時折信じられないようなミスを犯すことから惨事や疫病神を意味するカラミティに掛けてカラミティ・ジェームス（Calamity James）と不名誉な渾名を獲得し、また、1997年のニューカッスル・ユナイテッドFC戦で3失点を喫した後に「テレビゲームをするのに何時間も夢中になりすぎていたことで調子を崩した」との言い訳が後年になっても語り継がれた。そのミスが度重なったことで1996-97シーズンの開幕戦を含めて度々ブラッド・フリーデルにポジションを奪われるようになり、1999年4月のレスター・シティFC戦を最後にリヴァプールでの出番はなく、これが退団に繋がった。
また、ロイ・エヴァンス監督率いる1990年代のリヴァプールは、試合に勝利することよりもパーティーに重点を置いていると主張する人々により、スティーブ・マクマナマン、ジェイミー・レドナップ、ロビー・ファウラーらと共にスパイス・ガールズにちなんでスパイス・ボーイズと揶揄されており、特に1996年のFAカップ決勝で自身がモデルを務めるアルマーニの白スーツを着用して登場し、「我々は優勝カップを掲げるベストドレッサーチームになるだろう」と言い放ったことがイメージを明確にさせた。なお、ライバルであるマンチェスター・ユナイテッドFCとの決勝戦はコーナーキックからのボールを弾くも、クリアしたボールがエリック・カントナの下へと転がって渡ってしまい決勝点を挙げられた。

#### アストン・ヴィラ
1999-2000シーズンに向けてジェラール・ウリエ監督がサンデル・ヴェステルフェルトを正GKに迎え入れたことで構想外となったため、1999年6月17日に移籍金180万ポンドでアストン・ヴィラFCと契約した。初出場となった8月7日のニューカッスルとのリーグ開幕戦（1-0）で無失点を達成し、2000年のボルトンとのFAカップ準決勝では、PK戦で相手側のボールを2度防ぎヒーローとなる活躍を見せた。しかし、旧ウェンブリーでのチェルシーFCとの同大会決勝でジャンフランコ・ゾラのフリーキックを一旦掴むも、それを取りこぼす失態をしてしまい、それを目の前にいたロベルト・ディ・マッテオに決勝点を挙げられた。

#### ウェストハム
アストン・ヴィラで2季85試合に出場後、2001年7月11日に移籍金350万ポンドでウェストハム・ユナイテッドFCと4年契約を締結した。しかし、デビュー戦を目前を控えた8月15日の代表戦で味方と衝突した際に後十字靭帯断裂となったことで半年の離脱となり、11月21日にホームでのトッテナム・ホットスパーFC戦（0-1）まで初出場がずれ込んだ。以降はチームで定位置を掴み、正GKとしてまずまずの活躍を見せたが、2002-03シーズンにチームの降格が決定した。

#### マンチェスター・シティ
2003-04シーズンはウェストハムで2部の舞台を戦う中、現役引退したデビッド・シーマンの代役として、2004年1月14日に移籍金200万ポンドで1部のマンチェスター・シティFCと2年半契約を締結。リヴァプール時代の同僚で「スパイス・ボーイズ」の一員だったファウラー、マクマナマンと再会を果たしたことでにわかに注目を集めた。1月17日にホームでのブラックバーン・ローヴァーズFC戦（1-1）で初出場を飾って以降、シーズン終了までチームは僅か4勝しか挙げられない苦しい状況の中で全17試合に出場し、レスター・シティFC戦（1-1）とウルヴァーハンプトン・ワンダラーズFC戦（3-3）でペナルティーキックを防ぐ活躍を見せて勝ち点獲得に貢献。このPKストップの鍵に成功率を上げるため、スポーツ心理学の分野を探求したことを明かした。
翌2004-05シーズンの最終日にミドルズブラFCとUEFAカップ2005-06出場権を掛けての直接対決で先発出場したジェームスは、試合残り5分の所でシティのスチュアート・ピアース監督がミッドフィルダーのクラウディオ・レイナに代わり控えゴールキーパーのニッキー・ウィーバーを投入したことによりフィールドプレイヤー、それもフォワードを任されることとなった。ロスタイムにジェムースへ向けてのクロスをフランク・キュードリューが手で触れたことでペナルティーキックを獲得し、この奇策はほぼ目論見通りにいくかに思われたが、PKキッカーを務めたファウラーのボールをマーク・シュワルツァーに防がれてしまい引き分けとなり、最終的に国際舞台への道は絶たれた。

#### ポーツマス

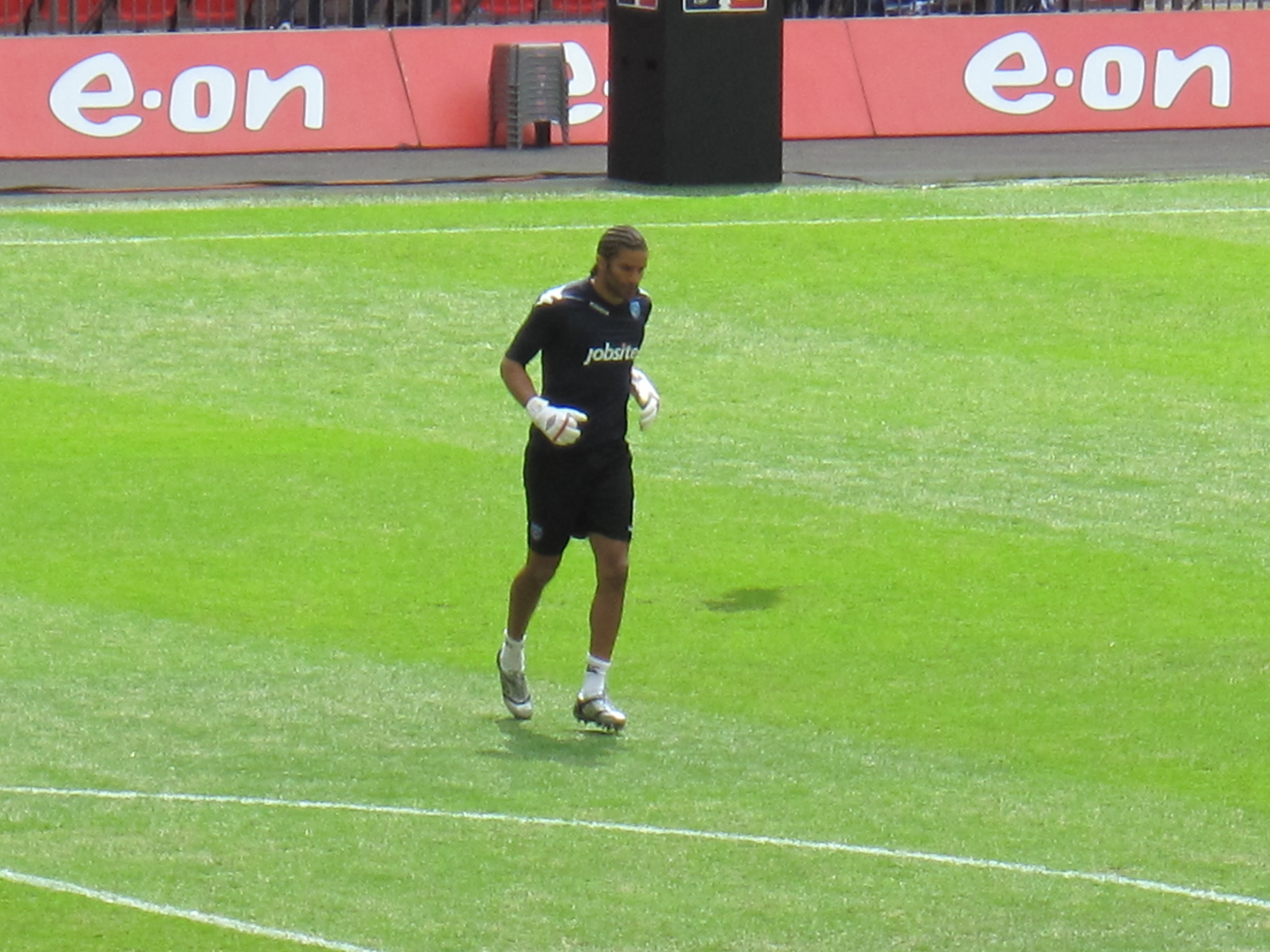
ポーツマスでのジェームス

2006年8月10日にジェームスは、ロンドンに暮らす妻と子供の近くで多くの時間を過ごしたいためにシティを退団したいとの旨を表明し、8月11日に移籍金120万ポンドでポーツマスFCと2年契約を締結した。同2006-07シーズンは最初の5試合で連続無失点を達成する等、好調なパフォーマンスを見せていくと、2007年4月22日のアストン・ヴィラ戦ではシーマンが保持する141試合の通算無失点試合記録を破って142試合に更新した。それらの活躍が評価され、5月に契約を2008-09シーズンまでの1年延長し、さらに、シーズン終了時にクラブの年間最優秀選手に選出された。翌2007-08シーズンは、香港での親善試合アジアトロフィーのリヴァプールとのPK戦で2度止め、シーズン前から好調さを見せていき、2008年1月30日のマンチェスター・ユナイテッド戦でガリー・スピード、ライアン・ギグスに続くプレミアリーグ通算出場数500試合を達成。ウェンブリー・スタジアムでのカーディフ・シティとのFAカップ決勝では、無失点に抑えてチームのタイトル獲得に貢献する等の活躍が認められ、PFA年間最優秀選手賞候補に選出された。最終的に賞を逃したものの、年間ベストイレブンを受賞する飛躍したシーズンとなり、また、2季連続でクラブの最優秀選手に選出された。
2008年11月8日のサンダーランドAFC戦でポーツマスでの出場100試合目を達成し、2009年2月14日のマンチェスター・シティ戦で通算出場536試合目となり、ガリー・スピードの記録を破ってリーグ通算最多出場記録を更新した。2009-10シーズンは、リーグ戦で苦戦が続く中、FAカップでは躍進し、主将として出場した準決勝のトッテナム・ホットスパーFC（2-0）では、再三に渡りシュートを阻止する活躍を見せて決勝進出を果たした。しかし、下克上とリーグ王者チェルシーの2冠達成を阻止するべく臨んだ決勝戦は、0-1で敗れたことでタイトル獲得はならず、リーグ戦は2部への降格となった。同シーズン終了後は、アヴラム・グラント監督の退団後の新監督監督候補の1人として挙げられ、また、選手としての契約延長オファーがされ、残留を望まれたものの、それを拒否したことで自由契約選手となった。

#### 晩年
ブリストル・シティ
2010年7月30日に自由移籍で同国2部のブリストル・シティFCと1年+1年契約を締結。入団理由にデヴォン州で暮らす家族の近辺でのプレーを望んだためだった。8月7日のミルウォール（0-3）戦で初出場を飾り、通算出場数850試合を達成する前夜の2011年2月11日にクラブとの契約を2012年6月まで延長。2012年3月10日にライバルであるカーディフ戦で通算出場数900試合目を達成し、その尊重の印として主将を任された。シーズン終了後に契約満了に伴い、5月2日にブリストル・シティからの退団が発表された。
ボーンマス
自由契約選手となった後は、2012年7月からエクセター・シティFCの練習に参加し、9月27日に3部のAFCボーンマスと1年契約を締結した。しかし、2013年3月に双方合意で契約解消が発表された。
ÍBヴェストマンナエイヤ
2013年4月2日にアイスランド1部のÍBヴェストマンナエイヤと2013シーズン終了までの契約を締結し、ポーツマス時代の同僚で選手兼監督のヘルマン・フレイザルソンと再会を果たした。同クラブでは、43歳ながらも正GKとしてプレーし、また、フレイザルソン監督のアシスタントとして活動していた。

### 代表
U-21代表を経て、1997年3月29日のメキシコとの親善試合（2-0）にグレン・ホドル監督の下でイングランドA代表初出場を飾ったことでイングランド代表史上初にして唯一となる黒人系ゴールキーパーとなった。同試合はテディ・シェリンガムとクラブでの同僚ロビー・ファウラーの得点により勝利し、デビュー戦ながらも無失点を達成した。UEFA EURO 2000では最終的に落選したが、暫定メンバーに選出された。
初出場を飾ってから5季の間でデビッド・シーマン、ナイジェル・マーティンと共に定期的に招集される中でシーマンの代役を務めていき、2002年のマケドニア戦でシーマンの度重なる失態により、正GKを務めることになって2003年2月から14試合連続で先発出場を果たし、UEFA EURO 2004でも引き続き正GKとして全4試合に出場した。しかし、パフォーマンス自体は不安定なものであり、2004年9月に2006 FIFAワールドカップ・ヨーロッパ予選のオーストリア戦（2-2）での失態によりポール・ロビンソンに先発の座を取って代わられ、また、2005年8月17日のデンマーク戦（1-4）でロビンソンに代わり後半頭から途中出場すると、自身の失態もあって4失点してしまい、この25年で最悪の敗北に関与した。このように、相次ぐ失態により厳しい状況下にありながらもロビンソンに次ぐ第2GKとして2006 FIFAワールドカップの一員に選出された。
ワールドカップ終了後に就任したスティーブ・マクラーレン新監督の初戦にベテランのデビッド・ベッカム、ソル・キャンベルと共に招集されず、以後代表から遠ざかっていたが、それから1年後の2007年8月22日にドイツとの親善試合（1-2）で再招集され、ロビンソンに代わって後半頭から復帰を果たした。しかし、11月21日にUEFA EURO 2008予選のクロアチア戦ではロビンソン、ジェームスが共に選択されずにスコット・カーソンが先発する事態が発生。試合はカーソンの失態により先制点を許してしまい、試合終了後にジェームスはカーソンの能力を賞賛しながらも、重要な場面で代表未経験の選手を起用するべきではないとマクラーレン監督の決定を非難した。

#### 2010年ワールドカップ
UEFA EURO 2008出場が叶わなかったことでマクラーレン監督が解任されてファビオ・カペッロ監督が就任すると、カペッロ監督の最初の試合であるスイスとの親善試合で2005年5月のコロンビアとの親善試合以来となる先発出場を果たし、以降は13試合連続で先発を任される等、1番手としての地位を確立した。翌年は定期的な負傷に悩まされており、2009年4月1日のウクライナ戦を最後に代表から遠ざかっていたものの、「負傷から復帰したら南アフリカへ連れて行く」とカペッロ監督からの信頼は厚く、また、かつてのイングランド代表GKゴードン・バンクスとシーマンからも南アフリカへ連れて行くべきとの後押しがあった。
その後、2010 FIFAワールドカップの暫定メンバー入りをし、ワールドカップ前の最後の親善試合となった2010年5月30日の日本戦で2009年4月以来の出場をしたジェームスは、背番号1を与えられて最終23人のメンバー入りを果たした。同大会初戦のアメリカ戦では先発をロバート・グリーンが務めるも、クリント・デンプシーのシュートをキャッチミスして同点に追いつかれたため、次のアルジェリア戦（0-0）で先発出場を果たし、ワールドカップに初出場した最年長選手（39歳321日）となった。ワールドカップでのデビュー戦を無失点で抑えると、次のスロベニア戦にも出場して無失点に抑えグループリーグCを2位での突破に貢献した。しかし、ベスト16のドイツ戦ではチームメイトのランパードのゴールが認められないという誤審に苦しみ、（１-４)と4失点を喫して敗退が決定し、同試合が代表最後の試合となった。

### 指導者
ÍBヴェストマンナエイヤ退団後に現役引退したジェームスは、2013年10月に経験を積むため、ゴールキーパーコーチとしてルートン・タウンFCのカンファレンスに参加した。

### 私生活

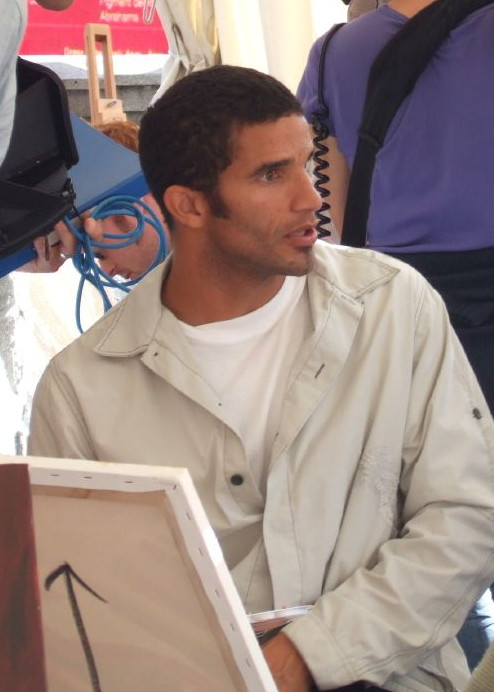
2005年時のジェームス

ウェリン・ガーデン・シティで育ち、サー・フレデリック・オズボーン学校に通学していたジェームスは、妻と4人の子供を持つが、2005年に離婚し、現在はパートナーと共にデヴォン州で暮らしている。
サッカー選手として活動する傍ら、194cmという長身から1995年にアルマーニ、2005年にH&Mのファッションモデルを務める。また、様々な髪型をする選手として知られており、アフロやドレッドヘアにしたかと思えば、金髪のボーズやクラーク・ケントのような髪型をする。
2003年のオフシーズンにNFLのマイアミ・ドルフィンズの合宿に参加し、アメリカンフットボールの練習や調整方法を学んだ。UEFA EURO 2012の開幕前には、司会者と共にユーロ史上最も衝撃的な瞬間と題してBBCのプログラムを発表した。
慈善活動
2005年にエイズへの意識を高めるために東アフリカのマラウイへ訪問し、その後、マラウイのトウモロコシ農家がより効率的な生産技術の開発を支援するために自身の名を冠したディビッド・ジェームス財団を設立した。他にもウエストミンスター大学で連携し、マラウイの留学生が修士号を取得するための奨学金制度を設立した。また、近年はムランジェの孤児への慈善活動を行っているエクセターのウェスト・エグゼ・テクノロジー大学とコネクションを築いている。
ジェームズはまた、スペシャルオリンピックスの国際大使であり、イギリス国内の貧困地域に向けてスポーツを提供する慈善団体Access Sportの大使も務める。
執筆
芸術愛好家に加え、オブザーバーで定期コラムを執筆しており、そこで得た給料を慈善活動に寄付している。また、児童書Harry's Magic Pockets: The Circusのイラストレーターであり、同書は友人のスティーヴィ・ピアソンによって書かれている。
評論家
2013年夏にBTスポーツが放映する内の1つプレミアリーグの評論家になることが発表された。

## 代表歴

### 出場大会
- イングランド代表
  - 2002 FIFAワールドカップ
  - 2006 FIFAワールドカップ
  - 2010 FIFAワールドカップ

### 試合数
- 国際Aマッチ 53試合 0得点（1997年-2010年）[91]

| イングランド代表 | 国際Aマッチ | 国際Aマッチ |
| 年               | 出場        | 得点        |
| ---------------- | ----------- | ----------- |
| 1997             | 1           | 0           |
| 1998             | 0           | 0           |
| 1999             | 0           | 0           |
| 2000             | 1           | 0           |
| 2001             | 3           | 0           |
| 2002             | 5           | 0           |
| 2003             | 11          | 0           |
| 2004             | 9           | 0           |
| 2005             | 3           | 0           |
| 2006             | 1           | 0           |
| 2007             | 1           | 0           |
| 2008             | 10          | 0           |
| 2009             | 4           | 0           |
| 2010             | 4           | 0           |
| 通算             | 53          | 0           |

## タイトル
クラブ
リヴァプールFC
- フットボールリーグカップ : 1994-95

ポーツマスFC
- FAカップ : 2007-08

個人
- PFA年間ベストイレブン : 1995-96, 2007-08
- PFA年間ベストイレブン (2部) : 1991-92